# بلير بارنز
بلير بارنز هو لاعب هوكي الجليد كندي، ولد في 21 سبتمبر 1960 في وندسور في كندا، وتوفي في 29 يونيو 2010.

## وصلات خارجية
- بلير بارنز على موقع دوري الهوكي الوطني (الإنجليزية)
- بلير بارنز على موقع قاعة مشاهير الهوكي (لاعب أن.إتش.أل) (الإنجليزية)
- بلير بارنز على موقع EliteProspects.com (الإنجليزية)
- بلير بارنز على موقع HockeyDB.com (الإنجليزية)
- بلير بارنز على موقع Hockey-Reference.com (الإنجليزية)